# Falcon Alkoholfri Arena
Falcon Alkoholfri Arena er en fodboldarena i Falkenbjerg i Halland, og hjemmebane for Falkenbergs FF. Navnsponsor til arenaen er den alkoholfrie øl Falcon fra det lokale bryggeri Carlsberg Sverige. Ordet "alkoholfri" er inkluderet for at overholde svensk alkohollovgivning. 